# Arrigo Minerbi
Arrigo Minerbi (né à Ferrare le 10 février 1881 et mort à Padoue le 9 mai 1960) est un sculpteur italien.

## Biographie
Arrigo Minerbi est né le 10 février 1881 à Ferrare. Il suit des cours d'arts et métiers avant de travailler comme céramiste, dessinateur, enseignant et stucateur à Florence, Ferrare et Gênes. En 1910, il réalise un gigantesque Neptune en fer et ciment à Monterosso al Mare avec l'ingénieur Levaceri. Le poids total est d'environ 1 700 tonnes, la hauteur de 14 mètres, il est adossé à la  Villa Pastine. Lors de bombardements alliés, Il Gigante perd ses bras, son trident et le coquillage géant qu'il tenait en l'air.
À l'âge de 35 ans, Minerbi s'installe à Milan où, en 1919, il expose ses travaux dans la Galleria Pesaro. Cette exposition est également présentée  à la Regionale di Ferrara en 1920, avant d'être présentée en 1922 à la Fiorentina Primaverile ; enfin il est invité à la Biennale de Venise, où il expose son groupe d'argenterie La Cène, maintenant dans la cathédrale d'Oslo. Le 14 juin 1925, dans le Parco delle Rimembranze de Bondeno, il inaugure La Madre, monument aux morts de la Première Guerre mondiale, pour lequel il devient plus tard citoyen d'honneur de Bondeno ; comme il est né dans une famille juive, sa citoyenneté est révoquée par les lois fascistes, il est admis à nouveau en 2004.
Minerbi était l'artiste préféré de Gabriele D'Annunzio, pour lequel il réalise Luisa, un portrait de la mère de D'Annunzio ainsi que le tombeau de l'église de San Cetteo de Pescara, aujourd'hui cathédrale de Pescara et le buste d'Eleonora Duse : ces deux bustes sont alors exposés au Vittoriale degli italiani de Gardone Riviera. En 1937, Minerbi est chargé de réaliser l'une des cinq portes en bronze (la première en partant de la gauche), de la cathédrale de Milan, sur le thème de l'Édit de Milan. Il est contraint de se cacher à Gavazzana en raison des persécutions raciales et n'achève les portes qu'en 1948.

## Œuvres principales
- 1914 — Autoportrait, bronze, Galleria dell'Autoritratto à Florence et marbre, Galleria d'Arte Moderna à Ferrare ;
- 1917 — Le Martyr (buste de Cesare Battisti, Château du Bon-Conseil à Trente ;
- 1920 — La Victoire de la Piave, trois exemplaires en bronze : Torre della Vittoria à Ferrare ; Vittoriale degli italiani à Gardone Riviera ; Cuggiono ;
- 1924 — Monument aux médecins italiens tombés au combat, Chiostro della Sanità Militare à Florence ;
- 1929 — Mattino di Primavera, Galleria d'Arte Moderna à Rome ;
- 1929 — Saint François prêchant aux oiseaux, Tombe Cusini, Cimetière monumental de Milan ;
- 1930 — La Cène, groupe en argent, cathédrale d'Oslo ;
- Luisa, buste de la mère de Gabriele D'Annunzio, Vittoriale degli italiani à Gardone Riviera) ;
- Eleonora Duse, buste, Vittoriale degli Italiani à Gardone Riviera ;
- 1939 — Tombeau de Luisa D'Annunzio, Cathédrale de Pescara ;
- 1940 — L'Assunta, Église Santa Maria delle Grazie à  Milan ;
- 1948 —  La Porte de l'édit de Constantin, Cathédrale de Milan ;
- 1952 — Don Orione morente, Rome ;
- 1953 — Madone Salus Populi Romani, Rome – Monte Mario ;
- 1954 — Copie  de la Madonna Salus Populi Romani, East Boston – Sanctuaire Don Orione .

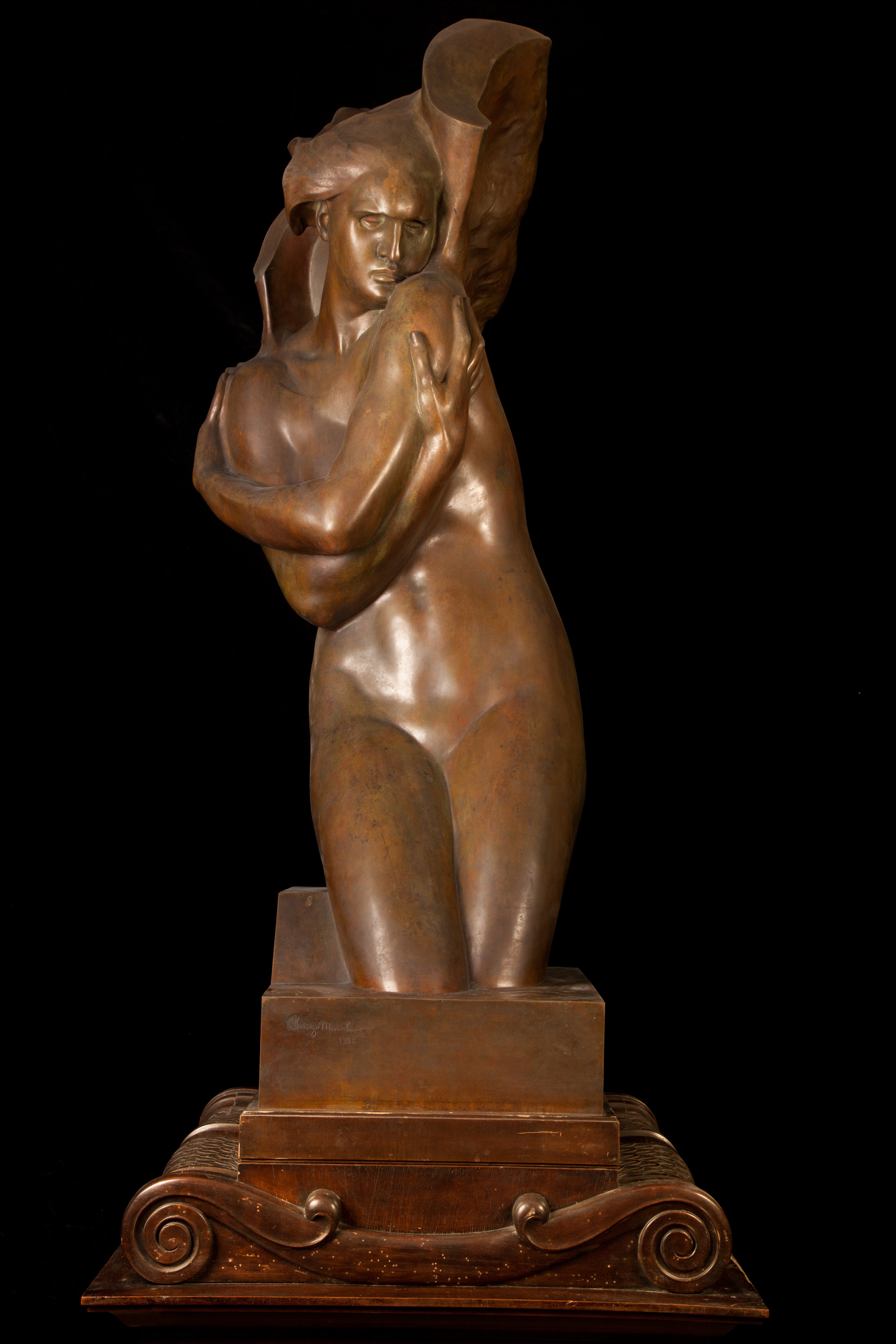
Arrigo Minerbi, La Victoire de la Piave, 1921, Musée des sciences et des techniques Léonard de Vinci, Milan.
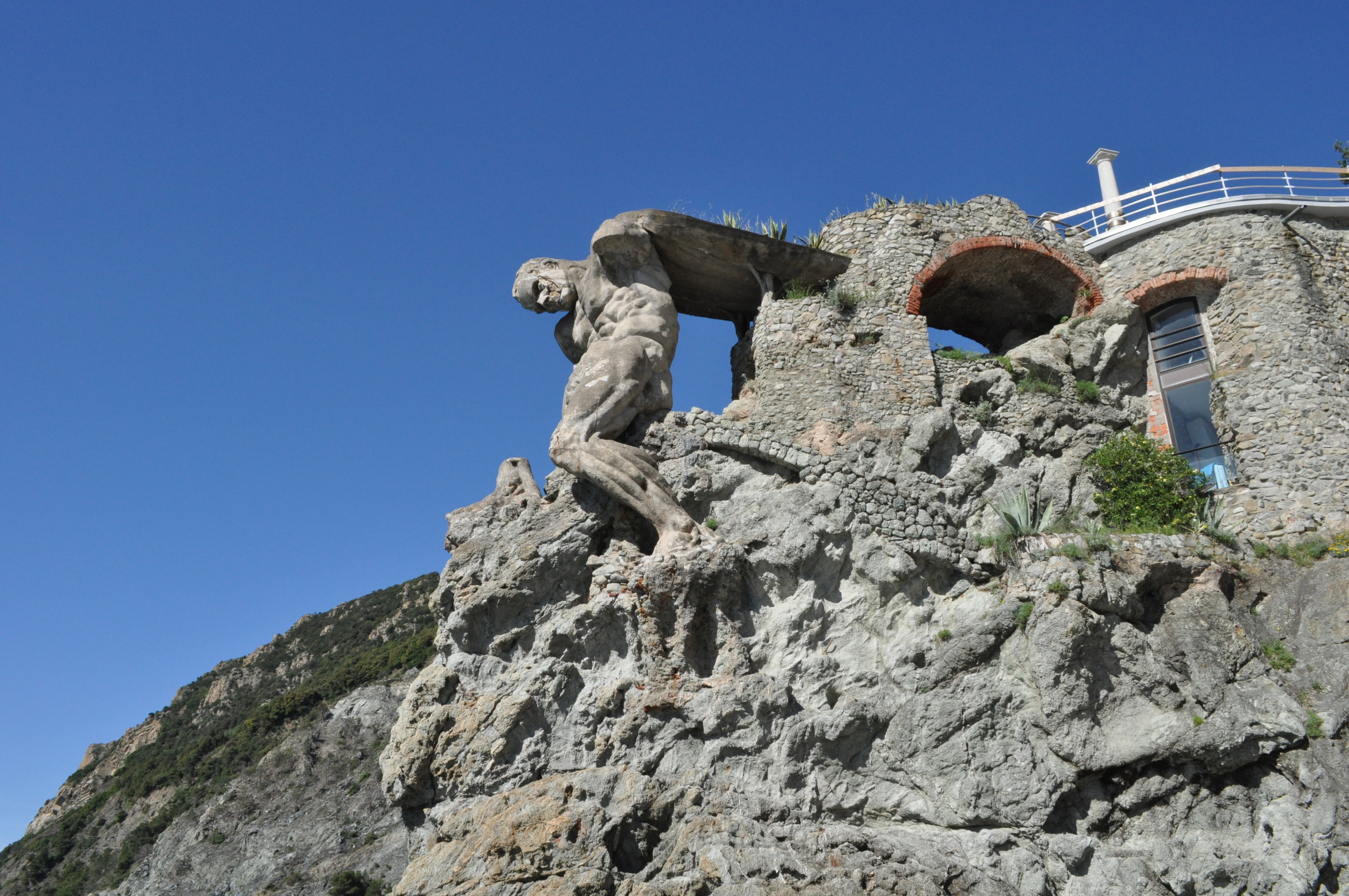
Le géant de Monterosso (1910).
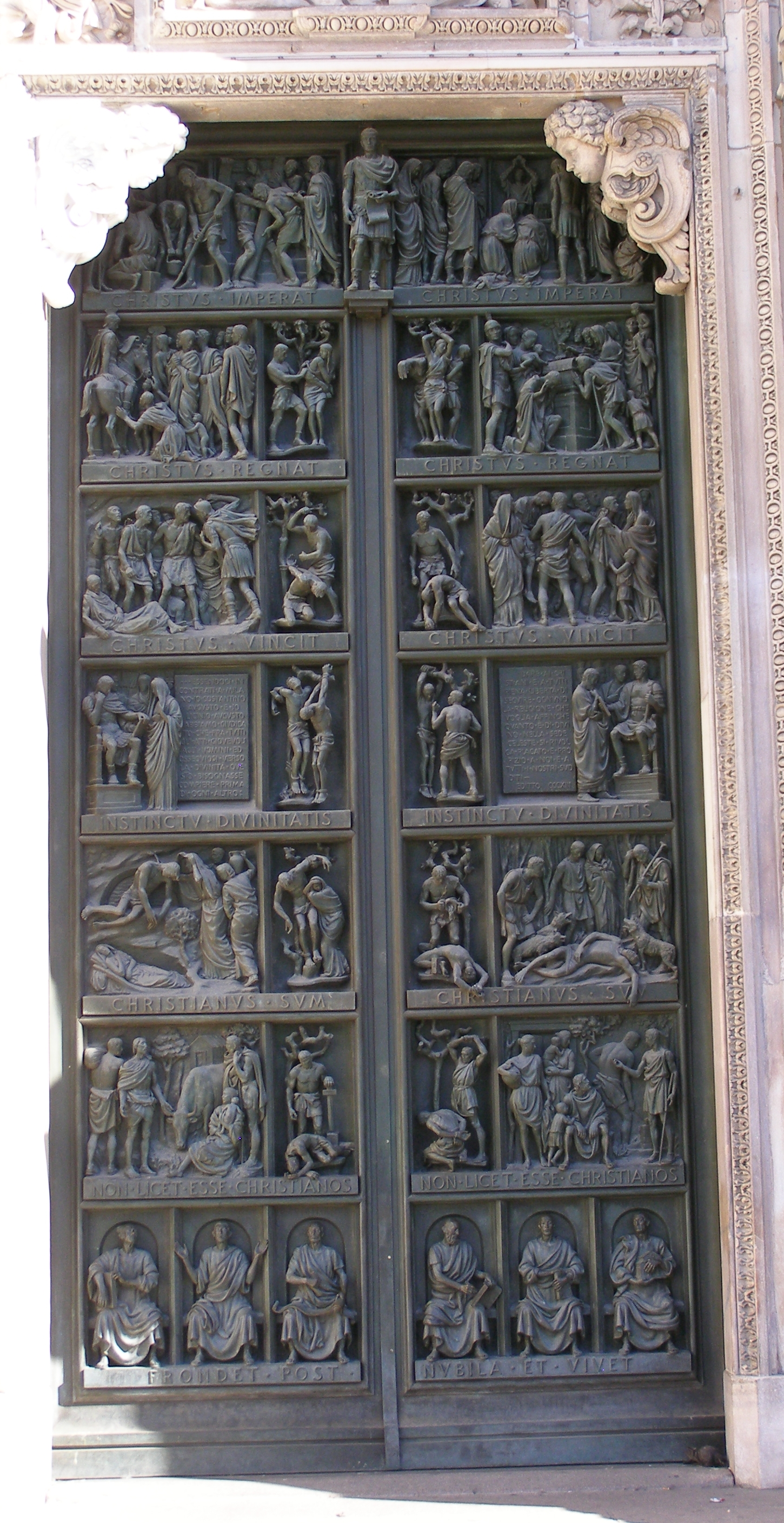
Porte de la cathédrale de Milan, 1948.
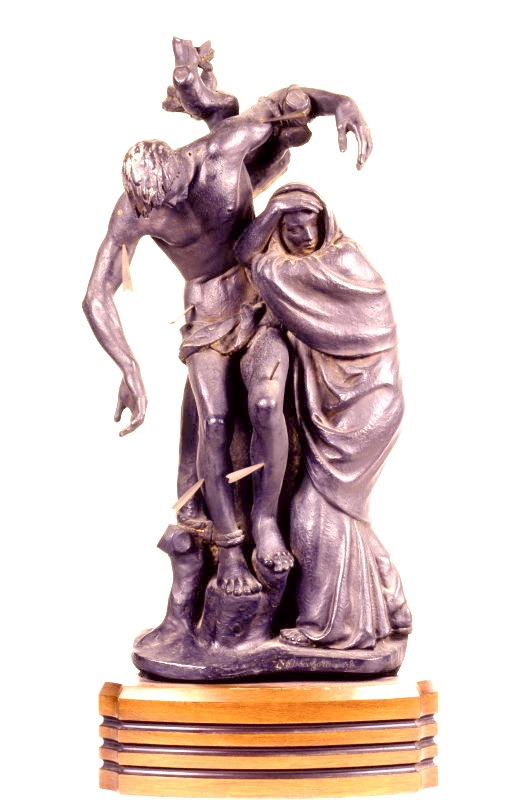
Saint Sébastien, vers 1955, Fondation Cariplo.

## Sources
- (it) Arrigo Minerbi. Pensieri, confessioni e ricordi, Milan, Casa Editrice Ceschina, 1953
- (it) Arrigo Minerbi e gli scultori della Fornace Grandi di Bondeno, Ferrara, Editrice Liberty House, 1998